# Kristina Svensson (författare)
Anna Kristina Helena Svensson, född 1971 i Värmdö församling i Stockholms län, är en svensk författare och vetenskapskommunikatör. Hon skriver framförallt om resor och bokutgivning.

## Biografi
Kristina Svensson är utbildad biokemist vid Uppsala universitet samt har en MSc-examen i vetenskapskommunikation från University of Glamorgan med exjobbet "Theatre Programmes to Communicate Science". Hon har arbetat som museipedagog samt under åren 2004–2009 bland annat ansvarat för Astra Zenecas arbetsgivarvarumärke, så kallat employer brand, i Sverige.
Svensson debuterade 2010 som författare med en reseberättelse, Jakten på den perfekta puben, som är löst baserad på hennes upplevelser som vetenskapskommunikatör i Wales. Nästa bok med resetema, guideboken Mitt Nice, publicerades 2015. Svensson stod även för bildmaterialet till den boken. 
2012 skrev hon tillsammans med Joanna Björkqvist en bok om bokutgivning, Förverkliga din bokdröm. 2015 publicerade hon #författarboken - från idé till releasefest, en handbok i bokutgivning.
Svensson håller kurser och föreläsningar i bokutgivning tillsammans med bland annat Sveriges författarförbund, Vuxenskolan och under Bok- & Biblioteksmässan i Göteborg.
Hon var en drivande kraft bakom grundandet av föreningen Egenutgivarna år 2011. Hon var under 2014 anställd som förlagschef på hybridförlaget Lava, en imprint till Vulkan. Hon har även startat ett nätverk för författare med anknytning till Täby, Täbyförfattarna.
Förutom böcker har hon skrivit krönikor i Mölndals-Posten 2012–2013 samt 2015 och medverkat i flera tidningsartiklar.